# Треффнер, Хуго
Хуго Германн Треффнер (эст. Hugo Treffner; 17 июля 1845, Канепи, Лифляндская губерния, Российская империя (ныне уезд Пылвамаа, Эстония) — 13 марта 1912, Ю́рьев, Лифляндская губерния, Российская империя (ныне Тарту) — эстонский педагог, публицист, редактор, основатель и многолетний директор гимназии в Юрьеве, единственной крупной средней школы в XIX веке на территории современной Эстонии. Видный деятель эстонского национального пробуждения.

## Биография
Род Треффнеров происходил из Австрии, в 1600-х годах они были связаны с королевской семьёй. Во время тридцатилетней войны семья Треффнеров бежала в Эстонию. 
Родился в семье кистера. С 1868 по 1872 год изучал филологию, затем с 1872 по 1880 год — теологию в Дерптском университете. Во время учёбы работал частным учителем, позже преподавал Закон Божий.
В 1883 году Х. Треффнер получил разрешение открыть свою собственную школу — прогимназию с тремя классами с преимущественно эстонскими учениками и не имеющую возрастных ограничений. Во время эстонского национального пробуждения школа воспитала многих эстонских интеллектуалов. Оставался директором гимназии всю оставшуюся жизнь, одновременно работал учителем богословия в других школах.
По свидетельству современников Треффнер был опытный политиком, которому удавалось ужиться с русскими властями, свой высокий авторитет он умело использовал для нужд и пользы его школы.
В 1875 году был соучредителем и председателем «Ассоциации учеников Эстонии» (эст. Eesti Üliõpilaste Selts). Соорганизатор эстонских песенных фестивалей. С 1886 по 1891 год — редактор эстонского журнала «Oma Maa», в 1887 году — журнала «Linda» и совладелец ежедневной газеты «Postimees» (1887/1888).
Известный публицист, был одним из самых выдающихся представителей эстонского национального пробуждения.
Умер в 1912 году и похоронен на кладбище Раади в Тарту.

## Память
- Основанная им в 1883 году гимназия ныне носит имя Хуго Треффнера.
- В Тарту установлен памятник Хуго Треффнеру.